# Stockbridge (thị trấn), Wisconsin
Stockbridge là một thị trấn thuộc quận Calumet, tiểu bang Wisconsin, Hoa Kỳ. Năm 2010, dân số của thị trấn này là 1.429 người.